# Dagur Sigurðsson
Dagur Sigurðsson (Reykjavík, 3. travnja 1973.)  islandski je rukometni trener i nekadašnji rukometaš i reprezentativac. Tijekom aktivne karijere igrao je kao srednji vanjski. Trenutno je izbornik hrvatske rukometne reprezentacije.

## Igračka karijera
Rođen je u Reykjavíku, gdje se isprva počeo baviti nogometom, ali je nakon nekoliko nastupa za islandsku U-17 reprezentaciju odlučio posvetiti se rukometu. Profesionalnu karijeru započinje u lokalnom Valur Reykjavíku, s kojim osvaja pet nacionalnih prvenstava, prije nego se 1996. godine seli u njemački LTV Wuppertal. Tamo je sa samo 24 godine postao kapetan momčadi, nakon samo jedne sezone u klubu. U tom je svojstvu ostao naredne tri sezone, kada seli u Japan, gdje tri sezone djeluje kao trener-igrač kluba Wakunaga Hiroshime. Njegov posljednji klub bio je austrijski A1 Bregenz, gdje je također bio trener-igrač do 2007. godine, kada je zaključio igračku karijeru. Dagur je nastupao i za reprezentaciju Islanda, za koju je skupio 215 nastupa uz 399 golova. 

## Trenerska karijera
Nakon umirovljenja, Dagur se vraća u Valur Reykjavík, gdje kratko radi kao direktor prije nego je 2008. godine preuzeo klupu Austrije. Kao izbornik, Dagur je osvojio deveto mjesto na Europskom prvenstvu 2010. godine, što bio najbolji austrijski rezultat na tom natjecanju sve do 2024. Još za trajanja izborničkog mandata, godine 2009. preuzeo je klupu njemačkog kluba Füchse Berlin, s kojim je osvojio DHB-Pokal (2014.) i EHF Kup (2015.). Austrijsku klupu napustio je 2010. godine. Izbornikom Njemačke postao je 2014. godine te je napravio senzaciju kada je 2016. godine na Europskom prvenstvu u Poljskoj postao europski prvak, nakon finalne pobjede protiv Španjolske.
Nakon Svjetskog prvenstva 2017. godine, Dagur preuzima reprezentaciju Japana, s ciljem odrađivanja što boljih priprema za Olimpijske igre 2020. u Tokiju, na kojima je Japan osvojio 11. mjesto. Osobno je odstupio s mjesta izbornika Japana u veljači 2024.
Godine 2024. preuzeo je klupu hrvatske rukometne reprezentacije i vodio je na Olimpijskim igrama u Parizu 2024. (deveto mjesto) i na Svjetskom prvenstvo u rukometu – Hrvatska, Danska i Norveška 2025. gdje osvaja drugo mjesto. Trenutno živi u Zadru.